# Battlemaster
Battlemaster is een online rollenspel (role playing game) dat plaatsvindt in de Middeleeuwen. Men speelt het spel over het internet met een browser. Het spel heeft een strategische aanleg, waarbij men andere 'naties' moet verslaan.

## Het Spel
Tom Vogt heeft het spel opgericht in 2000. Het spel begon als een toevoeging voor het spel 'Spell Master', maar is nu een volwaardig zelfstandig Online Role Playing Game. Het spel was nog steeds actief in 2008 en telde meer dan 1200 deelnemers.
In Battlemaster speelt men met een familie (1-4 speelbare leden) bestaande uit nobelen. Deze nobelen, ook wel 'karakters' genaamd, zijn over het algemeen leiders van een kleine groep soldaten. Het spel speelt zich af in een fictieve wereld, die bestaat uit verscheidene continenten van verschillende groottes, economische situaties en spelwijzen.
De continenten zijn verdeeld in verschillende regio's, die op zich deel uitmaken van verschillend rijken (realms). De regio's zijn allemaal verschillend en dragen ook allemaal een andere naam. Zo kan een regio verschillen inzake bevolking, economie, landschap en dergelijke. Een realm bestaat uit regio's, en bestrijdt sommige ander realms om terrein te winnen. Hiervoor moet men veldslagen uitvechten.
De realms kunnen op verschillende manieren geleid worden. Zo heeft men een Democratie, maar een ook Republiek, een Monarchie, Theocratie en een Tirannie. Deze bestuursvormen bevatten telkens een Ruler (leider van de realm), een generaal, een bankier en een Judge (opperrechter). De benaming is verschillend van bestuursvorm tot bestuursvorm, en ook de macht die bij de positie hoort verschilt weleens.

## Posities
In het spel kan men enkele posities verkrijgen. Men kan zowel verkozen worden als benoemd worden, dat hangt ervan af welke bestuursvorm de realm heeft.

### Bankier
Degene die de economie in een realm leidt, is de bankier. Hij zorgt voor een inkomen per troopleader en voor een vaste voedselvoorziening. De inkomens worden geïnd bij de lokale bevolking en worden dan doorgezonden naar de troopleaders in de vorm van 'bonds', krediet dat men dan bij banken in hard goud kan omzetten. Deze troopleaders kunnen dat goud gebruiken naargelang zij dat willen. Ze kunnen ermee naar toernooien gaan, het goud naar de familie sturen, een troep soldaten kopen, de soldaten betalen en nog véél meer. Eigenlijk hangt het gebruik van het goud af van de klasse waartoe de troopleader behoort.
Het voedsel wordt geproduceerd in de regio's zelf. Sommige regio's produceren meer voedsel dan ze verbruiken, zodat men in die regio een voedseloverschot heeft. Dit overschot kan de bankier dan weer laten doorsturen naar andere regio's die een voedseltekort hebben. Zo kan men de situatie in die regio's (meestal steden) stabiel houden. Voedsel kan men ook verkopen aan traders van andere realms, voor een aardig prijsje.

### Generaal
Het militaire beleid wordt gevoerd door de generaal, in samenspraak met de ruler. De generaal geeft bevelen aan het leger van de realm, om zo het land te verdedigen of nieuwe regio's over te gaan nemen. De meeste troopleaders vallen onder het militaire gezag, en behoren dus meestal tot het leger. De generaal heeft niet veel omziens. Hij vecht meestal tegen de vijand, soms samen met een geallieerde realm.

### Opperrechter
De opperrechter staat aan het hoofd van de rechtbanken in de realm. Hij spreekt vonnissen uit over troopleaders die de wetten van de realm overtreden hebben. De opperrechter doet dan ook alleen maar aan rechtspraak, en zal nooit bijvoorbeeld het leger leiden, tenzij hij een speciaal toegewezen leger krijgt.

### Ruler
De ruler, of tevens de leider van de realm, wordt altijd gekozen door de troopleaders. Een ruler zijn taak bestaat in het leiden van de realm in het algemeen. Hij zorgt vooral voor de diplomatieke situatie van zijn realm, en probeert een rebellie te voorkomen. De ruler is een persoon van hoog aanzien. Hij beschikt over een zeer grote macht, indien hij de 'council' mee heeft. (council= verzameling van mensen met posities)

## Speelwijze
Men begint het spel met een familie. Vanuit die familie kan men familieleden creëren die gaan vechten voor verscheidene realms. Men kan maximum 3 familieleden aanmaken, tenzij men geld betaald aan Tom Vogt, de maker van het spel, dan kan men er 4 aanmaken. Met deze familieleden kan men van alles doen. Eerst en vooral moet men bij een realm gaan, zodat men kan beginnen te spelen. Men start altijd in de gewoon 'soldier class', een klasse voor de gewone soldaat. De meesten beginnen eerst met gewoon wat veldslagen te vechten, en raken later pas geïnteresseerd in andere klassen.
Zo kan men ook Infiltrator, Mentor, Trader, Bureaucrat, Cavalier, Priest en Hero worden. Hieronder een kleine uitleg bij alle klassen.
- Soldier: Een gewone soldaat die een groep soldaten rekruteert en vecht voor de realm.
- Infiltrator: Een man/vrouw van de nacht. Een sluipmoordenaar, een saboteur. Een infiltrator kan zowel voor de realm werken als voor een gilde. Meestal steekt hij mensen neer die een prijs op hun hoofd hebben staan.
- Mentor: De wijze. Hij leert de nieuwkomers hoe het spel werkt. Een mentor kan boeken schrijven.
- Trader: Een handelaar. Hij koopt en verkoopt voedsel voor de realm waar hij in zit.
- Bureaucrat: Een bureaucraat. Hij doet het papierwerk, zorgt dat het moreel en de loyaliteit in de regio's hoog blijven en de productie stabiel is.
- Cavalier: Een nobele. Hij vecht voor nobele doeleinden.
- Hero: Een held. Dit is de enige klasse die ook echt kan sterven in het spel. Het zijn memorabele krijgers die niets anders doen als vechten.
- Priest: Een priester welke kan prediken om meer volgers te krijgen.